# Fédération allemande de cyclisme
La Fédération allemande de cyclisme (en allemand Bund Deutscher Radfahrer, ou BDR) est l'association enregistrée (eingetragener Verein) qui organise le sport cycliste en Allemagne et le représente au Comité national olympique allemand. Elle est composée de 17 associations régionales (Landesverbände). Environ 150 000 cyclistes et 2 500 clubs et associations sont affiliés à la BDR.

## Histoire
La BDR est créée en 1884 à Leipzig. Elle est dissoute à la suite de l'adoption de la Loi des pleins pouvoirs en 1933 et est remplacée par la Deutscher Radfahrer-Verband (DRV), membre de l'Union nationale-socialiste allemande pour les exercices physiques (Nationalsozialistischer Reichsbund für Leibesübungen). La DRV est dissoute le 31 mai 1945. La BDR est rétablie le 21 novembre 1948.
En Allemagne de l'Est, l'institution organisant le sport cycliste est créée en 1946. Elle est renommée Deutscher Radsport-Verband der DDR (DRSV) en 1957. Elle disparaît le 7 décembre 1990, peu après la réunification allemande.
De 2001 à 2004, la BDR est présidée par l'ancienne athlète Sylvia Schenk, et depuis 2005, par l'ancien ministre fédéral de la Défense Rudolf Scharping.

## Source
- (en) Cet article est partiellement ou en totalité issu de l’article de Wikipédia en anglais intitulé « German Cycling Federation » (voir la liste des auteurs).